# سلما (آرکانزاس)
سلما (به انگلیسی: Selma) یک منطقهٔ مسکونی در ایالات متحده آمریکا است که در شهرستان درو، آرکانزاس واقع شده‌است. سلما ۵۳٫۹۵ متر بالاتر از سطح دریا واقع شده‌است.